# ごいせ祭
ごいせ祭、仁摩ごいせ祭（にまごいせまつり）は、島根県大田市仁摩町で毎年7月か8月頃に開催される夏祭り。

## 解説
仁摩サンドミュージアムの周辺の仁摩健康公園で行われている。
仁摩町が大田市と合併する前は仁摩町から予算がおりていたが、合併後は市民協賛金、企業協賛金、グッズ販売等で資金を集めて開催している。